# علم أدوية متعدد
علم الأدوية المتعدد (بالإنجليزية: Polypharmacology) هو تصميم أو استخدام العوامل الصيدلانية التي تعمل على أهداف متعددة أو مسارات مرضية.
على الرغم من التقدم العلمي وزيادة الإنفاق العالمي على البحث والتطوير، كثيرًا ما يتم سحب الأدوية من الأسواق. هذا يرجع في المقام الأول إلى آثارها الجانبية أو سميتها. غالبًا ما تتفاعل جزيئات الدواء مع أهداف متعددة ويمكن أن تسبب التفاعلات غير المقصودة بين الدواء والهدف آثارًا جانبية. لا يزال علم الأدوية المتعددة أحد التحديات الرئيسية في تطوير الأدوية، ويفتح طرقًا جديدة لتصميم عقلاني للجيل القادم من العوامل العلاجية الأكثر فعالية ولكن الأقل سمية. يقترح علم الأدوية المتعدد أنه يمكن تطوير عقاقير أكثر فاعلية عن طريق تعديل أهداف متعددة على وجه التحديد. يُعتقد عمومًا أن الأمراض المعقدة مثل السرطان وأمراض الجهاز العصبي المركزي قد تتطلب مناهج علاجية معقدة. في هذا الصدد، فإن الدواء الذي «يصيب» عدة عُقد حساسة تنتمي إلى شبكة من الأهداف المتفاعلة يوفر إمكانية زيادة الفعالية وقد يحد من العيوب التي تنشأ عمومًا عن استخدام عقار وحيد الهدف أو مجموعة من الأدوية المتعددة. في المقابل، لا تزال البيولوجيا الكيميائية تخصصًا اختزاليًا، ولا تزال تعتبر المسابير الكيميائية جزيئات صغيرة انتقائية للغاية تمكن من تعديل ودراسة هدف واحد محدد. لا يمكن أن تستمر البيولوجيا الكيميائية في التغاضي عن وجود نصوص متعددة وحثها على أن تصبح نظامًا أكثر شمولية ينظر إلى استخدام مركبات الأدوات من منظور النظم. يقدم استخدام البروتينات الكيميائية استراتيجيات لتطوير فهم أكثر شمولية لمجموعة واسعة من البروتينات من الأهداف التي يتفاعل معها الدواء.
تم اقتراح الفكرة الأولية لعلم الأدوية المتعدد لأول مرة في عام 2004 من قبل بريان روث. ورأى أن معظم اضطرابات الجهاز العصبي المركزي هي في الأصل متعددة الجينات، وأن محاولات تطوير علاجات أكثر فاعلية لأمراض مثل الفصام والاكتئاب من خلال اكتشاف الأدوية الانتقائية للأهداف الجزيئية الفردية (الرصاصات السحرية) لم تنجح إلى حد كبير. لذلك اقترح دليلًا على المفهوم القائل بأن تصميم الأدوية غير الانتقائية بشكل انتقائي أي «البنادق السحرية» التي تتفاعل مع العديد من الأهداف الجزيئية سيؤدي إلى أدوية جديدة وأكثر فاعلية لمجموعة متنوعة من اضطرابات الجهاز العصبي المركزي. تم اقتراح مفهوم مشابه بشكل مستقل في عام 2006 من قبل البروفيسور زيجو وانج الذي استخدم مصطلح «عامل واحد - أهداف متعددة» (بالإنجليزية: single agent–multiple targets) (SAMT) لوصف نفس مبدأ «البنادق السحرية» وقدم فريقه البحثي أول دليل تجريبي على جدوى وفعالية ومزايا SAMT، وتحديداً تقنية oligodeoxynucleotides المعقدة cdODN التي تهاجم عوامل النسخ المستهدفة المتعددة، في علاج سرطان الثدي بطُعم أجنبي في الفئران. بعد ذلك، قام فريق وانج بتوسيع نطاق اختبار SAMT لتصميم عامل واحد يمكنه العمل على عدة جزيئات من الحمض النووي الريبوزي التي تستهدف الخلايا السرطانية وجينات قناة منظم ضربات القلب وجينات قنوات الكالسيوم كنهج علاجي جديد. تم تصنيف عمل وانج الآن على أنه «علم الأدوية اللاجيني المتعدد» أو «علم الأدوية المتعدد المستهدف»، وهو فرع من علم الأدوية المتعددة. في عام 2008، وصف البروفيسور كيفين شوكات وزملاؤه مركبًا واحدًا يمنع تكاثر الخلايا السرطانية عن طريق التثبيط المباشر لكينازات التيروزين المسرطنة و phosphatidylinositol-3-OH kinases ووصفه بأنه "عقار متعدد الأوجه '' جنبًا إلى جنب مع مفهوم "علم الأدوية المتعدد''. منذ ذلك الحين، أصبح علم الأدوية المتعدد فرعًا جديدًا من تخصص علم الأدوية ومجال البحث بالإضافة إلى أحد الاتجاهات والاستراتيجيات الجديدة لتطوير الأدوية.